# Cleistesiopsis bifaria
Cleistesiopsis bifaria är en orkidéart som först beskrevs av Merritt Lyndon Fernald, och fick sitt nu gällande namn av Pansarin och Fábio de Barros. Cleistesiopsis bifaria ingår i släktet Cleistesiopsis, och familjen orkidéer. Inga underarter finns listade i Catalogue of Life.